# Samsung Galaxy S5
Das Samsung Galaxy S5 (Modellnummer SM-G900F, SM-G900I etc., bzw. SM-G901F als Plus-Version) ist ein Smartphone, das vom Hersteller Samsung am 24. Februar 2014 auf dem GSMA Mobile World Congress in Barcelona vorgestellt wurde. Es ist der Nachfolger des Samsung Galaxy S4 und der Vorgänger des Samsung Galaxy S6 aus der Samsung-Galaxy-Reihe. Zu den wichtigsten Neuerungen zählen Wasser- und Staubdichte (IP67-Schutzart), 4K-Filmfähigkeit, USB-3.0-Anschluss, Entsperren mittels Fingerabdruck, und ein Pulsmessgerät. Der offizielle Markteinführungspreis in Deutschland lag bei 699 Euro.

## Technik

### Hardware

#### Bildschirm
Das Smartphone besitzt einen 5,1 Zoll großen Full-HD-Super-AMOLED-Bildschirm mit einer Auflösung von 1920 × 1080 Pixeln (1080p). Damit hat das Galaxy S5 im Vergleich zum Vorgängermodell eine 0,11 Zoll (0,25 cm) längere Bildschirmdiagonale und eine um 9 ppi geringere Pixeldichte.

#### System-on-a-Chip
Der System-on-a-Chip ist ein mit 2,5 GHz getakteter Snapdragon 801 mit vier Kernen vom Hersteller Qualcomm, bestehend aus einem Krait-400-Prozessor und einer Adreno-330-Grafikeinheit. Der Befehlssatz des Qualcomm-Prozessors Krait 400 beruht auf der Arm-Architektur Armv7.

#### USB-3.0-Anschluss
Als zweites Smartphone ist das Galaxy S5, neben dem Galaxy Note 3, mit einem abwärtskompatiblen USB-3.0-Anschluss ausgestattet, was schnellere Datei- und Datenübertragungsgeschwindigkeiten ermöglicht als die USB-2.0-Schnittstelle der Vorgängerbaureihen.
Dafür dienen deutlich breitere Buchse und Stecker, ein dickeres Kabel und voluminösere Stecker. Die Steckkontur ist asymmetrisch eingeschnürt, in den – 3:2 – breiteren Teil (rechts) passt ein üblicher Micro-USB-Stecker, mit dem spätere Geräte allein auskommen.
Die Öffnung im Gerätekorpus für den USB-Anschluss ist mit einer kleinen gedichteten Klappe abgedeckt, die mit einer Lasche rechts im Gerät verankert ist und an einem Spalt links mit einem Fingernagel herausgeklappt werden kann.

#### Kamera
Die Hauptkamera ist in allen S5-Varianten, außer K Zoom und S5 mini, eine 16-Megapixel-Kamera mit einem 1/2,6″-ISOCELL.-Sensor mit 5322 × 2988 Pixeln und einer Pixelfläche (Pixelgröße) von jeweils 1,12 µm ausgestattet und zeichnet Ultra-HD-Videos in 4K-Auflösung (3840 × 2160 Pixel) mit 30 Bildern in der Sekunde (30 fps) und 1080p mit optional 60 Bildern in der Sekunde auf. Sie bietet Autofokus, einen Macromodus und hat einen LED-Blitz, aber keinen optischen (OIS), sondern nur einen Software-technischen Bildstabilisator für Fotos und Videos. Der Autofokus kann Bilder in 0,3 Sekunden scharfstellen bis zu einer Nahpunktentfernung von 7 cm. Außerdem besitzt die Kamera einen selektiven Fokus mit Zeitlupenfunktion und Echtzeit-HDR: Wenn HDR aktiviert ist, sieht man im Kamerasucher, wie sich der Modus auf ein Motiv auswirkt. HDR-Fotos können nun auch im Serienbilder-Modus gemacht werden. 360-Grad-Panoramafotos sind ebenso möglich. Die Frontkamera hat einen 2,1-Megapixel-Sensor mit einer Auflösung von 1920 × 1080 Pixeln und ist für Videotelefonie und Videochat ausgelegt.
Bei Verwendung des HDR-Modus kann das Galaxy S5 Fotos, auch Serienbilder, in voller Auflösung aufnehmen. HDR-Videos werden (auch mit eingeschaltetem Videostabilisator) bis zu 1080p, Standbilder sogar in voller Sensorauflösung (5312 × 2988 Pixel), aufgezeichnet. 

#### Sonstiges
Wie schon zuvor beim Galaxy S4, wurde auch beim S5 auf den Einbau eines UKW-Radio-Chips verzichtet.

### IP67-Zertifizierung
Eine weitere Neuerung ist die IP67-Zertifizierung, womit das Samsung Galaxy S5 staubdicht ist und Schutz vor zeitweiligem Untertauchen (bis zu 30 Minuten in maximal einem Meter Wassertiefe) bietet. Ähnliches bieten bei den Topmodellen anderer Hersteller lediglich das Sony Xperia Z und das Motorola Moto X. Aufgrund dieses Wasserschutzes ist eine Reparatur der Hardware wesentlich aufwändiger geworden. Um das Samsung Galaxy S5 zu demontieren, muss nach dem Lösen von drei Schrauben auf der Rückseite und einer kleinen Schutzabdeckung der Stecker für die Home-Taste gezogen, die komplette, wasserdicht verklebte Displayeinheit mit Hilfe eines Wärmegeräts (z. B. einem Heißluftfön) auf ca. 70° C erhitzt, mit speziellem Werkzeug vorsichtig vom Gehäuse- und Montagerahmen gelöst und später wieder neu fixiert werden. Dabei besteht Gefahr, die Displayeinheit zu zerbrechen, wenn die Demontage nicht fachgerecht durchgeführt wird. Der Montagerahmen muss nach der Displayabnahme mit 10 Schrauben gelöst und nach vorne aus dem Gehäusekorpus herausgenommen werden. Erst dann ist das Mainboard und die USB-Flexkabel-Platine frei zugänglich.

### Authentifizierung
Das Galaxy S5 ist das erste Smartphone, mit dem eine Authentifizierung nach dem freien Industriestandard Universal Authentication Framework (UAF) der FIDO-Allianz durchgeführt werden kann. Dabei authentisiert sich der Benutzer per Fingerabdruck beim Bezahldienstleister PayPal.

### Farbversionen
Das Galaxy S5 – auch S5 mini – erschien in den Farbversionen Schwarz, Weiß, Blau und Gold.
Die Vorgänger S4 und S4 mini waren nur in Dunkelblau und Weiß (Black Mist, White Frost) erhältlich. Später kamen noch Schwarz, Blau, Lila, Rot, Braun und Pink dazu.
Die vier Schmalseiten aller Gehäuse werden von einer metallisch glänzenden Bandage gebildet, bestehend aus Kunststoff mit galvanisiertem Metallüberzug, immer glänzend, rein silbrig, jedoch bei den S4-Weiß-Modellen mit einer dunkleren Tönung und bei den S5-Gold-Modellen mit einem goldenen Ton.
In der Hauptfarbe ausgeführt ist in allen Fällen der rückseitige Polycarbonat-Deckel, der bei S4... optisch mit Glimmer in Schwarz bzw. einem Diagonalraster in Weiß strukturiert, was im letzten Fall nur einen Hauch auf die Oberfläche durchschlägt. Alle 4 Farbvarianten der S5.-Modelle haben im matt und weich beschichteten Kunststoff Grübchen, angeordnet in einem Quadratraster mit 29 × 58 Linien. Das trägt zu einer griffigen Haptik bei. Der Rückdeckel des schwarzen S5 ist eher dunkelgrau.
Farbkomposition: Das bis auf Lautprecheraustritt und Home-Button durchgängige Frontglas erscheint durch Bedruckung der Rückseite immer nur weiß (beim S4... mit zartem Diagonalraster) oder schwarz, denn auch die S5...-Farbversionen Blau und Gold haben ein schwarzes Panel.
Der Firmenschriftzug „SAMSUNG“ ist am Frontglas außen und am Rückendeckel immer silbrig aufgedruckt.

### Rückendeckel
Der Rückendeckel kann bei S4 und S5 an einem etwa 1 × 9 mm kleinen Spalt links oben durch Einhaken eines Fingernagels erfasst und damit, an dieser Ecke beginnend, vom Korpus abgezogen werden. Der dünne Deckel aus spritzgegossenem Polycarbonat wird dabei in der Längsachse um etwa 15–30° tordiert, nacheinander klicken 18 (S5) bzw. 16 (S5 mini) kleine Schnapphaken aus Mulden des Kunststoff-Korpus. Nur das begrenzt wasserdichte S5 weist an der Innenseite eine integrierte Gummidichtung mit Lippe mit asymmetrischem Profil auf. Abgedichtet wird beim S5 eine Kontur, die nur die Bereiche Fach für Akku, SIM- und Speicherkarte sowie Fenster zu fünf elektrischen, gefederten Goldkontakten, zur Leiterplatte und den Feuchtesensor umschließt. Ein Steg und drei Stützen, die innen vom Rückendeckel abstehen, stützen sich nur neben dem Akku am Korpus ab, sodass etwas Raum ist für eine eventuelle Aufwölbung des Akkus.
Die von der Abdichtung erfasste Fläche macht etwas mehr als die Hälfte der geschätzt etwa 100 cm2 Grundfläche des S5 aus. An die drei unteren der fünf Goldkontakte schließt eine Nachrüstantenne zum induktiven Laden an, die jedoch die Wasserdichtheit verhindert. Samsung entwickelte eine Rückwand mit induktiver Qi-Ladefunktion, lieferte diese aber bereits März 2017 nicht mehr; diese Rückwand macht das S5 um etwa 1 mm dicker, womit die üblichen Hüllen nicht mehr passen.

## Software/Betriebssystem

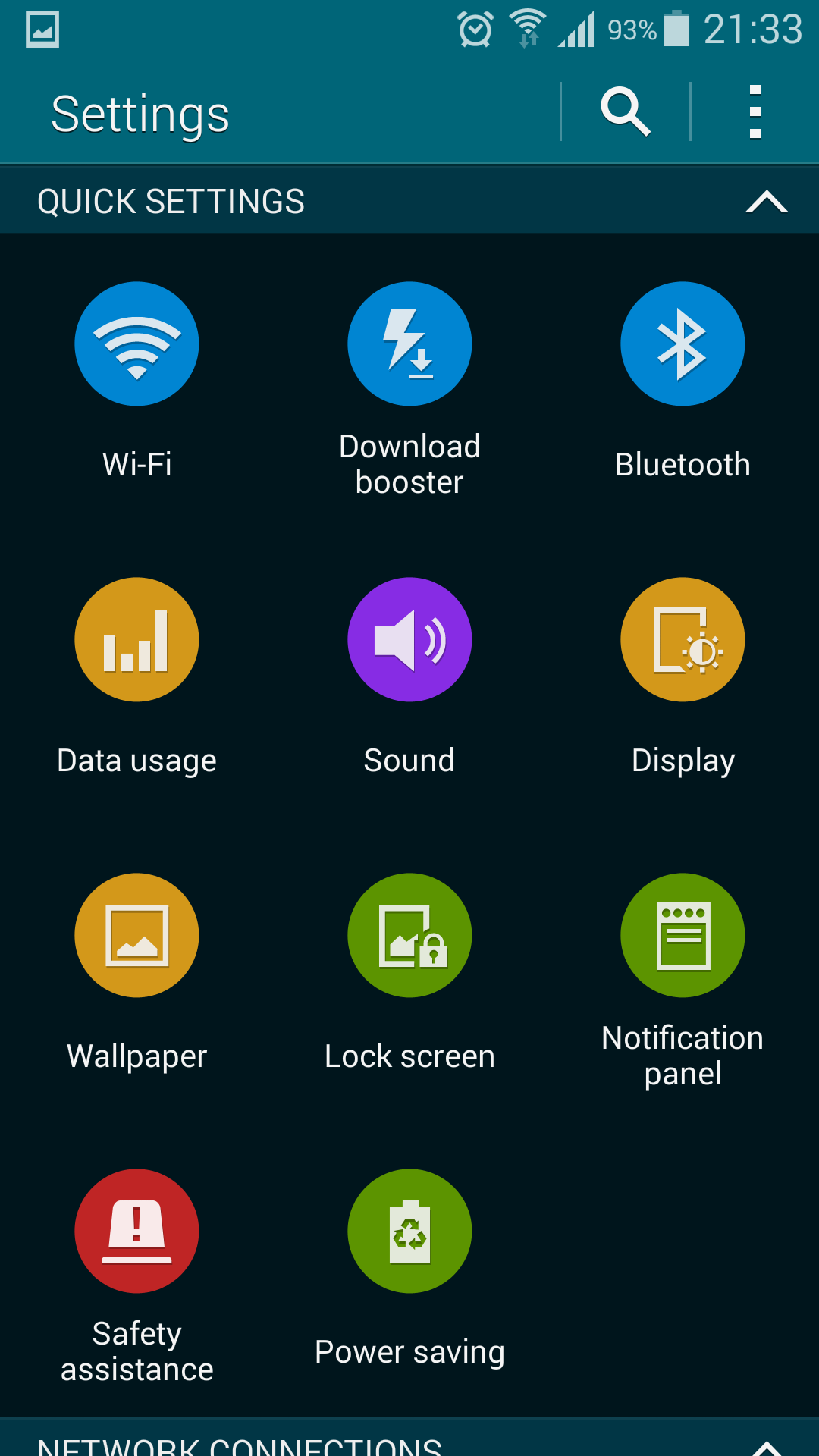
Gitteransicht des erneuerten Einstellungsmenüs unter Android 4.4.2. Andere Ansichtsmöglichkeiten sind Listenansicht (alle Einstellungen in einer Liste) und Rasteransicht (Liste mit übergeordneten Rastern, ähnlich wie beim Vorgängermodell, dem S4).

Das Galaxy S5 wurde 2014 ursprünglich mit dem Betriebssystem Android 4.4.2 (KitKat) ausgeliefert. Per Over-the-Air-Update kamen später die Versionen 5.1 (Lollipop) und als letztes 6.0.1 (Marshmallow). Alle haben die von früheren Samsung-Smartphones bekannte TouchWiz-Benutzeroberfläche.
Mit einem Custom ROM wie LineageOS können diverse Android-Versionen installiert werden, die neuer als Android 6.0.1 sind. So kann unter anderem Android 11 auf Samsung Galaxy S5-Geräten installiert werden. Diese kommen allerdings in der Regel ohne die TouchWiz-Oberfläche aus.

## Bedienung
Eine große Neuerung des Galaxy S5 ist der integrierte Fingerabdruckscanner im physischen Home-Knopf, der den Fingerabdruck des Benutzers scannt, wenn dieser seinen Finger über den Knopf streicht. Die Bedienung über den Touchscreen sowie die Lautstärketasten wurden beibehalten. Die beiden Sensortasten neben dem physischen Homebutton sind beim S5 links die Multitasking- und rechts die Zurück-Taste. Das lange Drücken und Halten der neuen Multitasking-Taste ersetzt die Optionen-Taste der älteren Galaxy-Geräte.

## Optionales Zubehör
Samsung bietet für dieses Gerät eine Austausch-Rückwand sowie eine passende Ladestation an, um den Akku auch induktiv nach dem Qi-Standard aufzuladen.

## Regionale Besonderheiten
Das Galaxy S5 ist, wie einige andere Galaxy-Modelle, mit einem region lock versehen. In Europa vertriebene Geräte können daher nur mit einer SIM-Karte eines europäischen Netzanbieters in Betrieb genommen werden. Fünfminütiges Telefonieren mit einer SIM-Karte aus der entsprechenden Region hebt diese Beschränkung auf.

## Nachahmungen
Dass Samsung mit Nachahmungen des Galaxy S5 zu kämpfen haben würde, war aufgrund von Nachahmungen der erfolgreichen Vorgängermodelle Galaxy S4 und Galaxy S3 absehbar. Allerdings stellte die als Hersteller von kopierten Mobiltelefonen bekannte chinesische Marke Goophone beim Galaxy S5 einen neuen Rekord auf: Nur zwei Tage nach der offiziellen Vorstellung des Galaxy S5 konnten sie mit der Kopie Goophone S5 aufwarten. Das Goophone 5 ist optisch nahezu identisch mit dem Samsung Galaxy S5, weist aber aufgrund des geringen Verkaufspreises schwächere technische Spezifikationen auf. Solche Nachahmungen lassen sich z. B. mit der App Phone INFO *SAM*, die speziell für Samsung-Geräte entwickelt wurde, ermitteln. Sie bietet außer dem Auslesen von gerätespezifischen und persönlichen Daten eine Hersteller-Echtheitsprüfung der Hardware.

## Spätere Modelle
Alle Galaxy-S5-Modelle auf GSMArena:

### Samsung Galaxy S5 Active
- (Modellnummer SM-G870A/F; Outdoormodell)
  - Robusteres Gehäuse
  - Gleiche Bildschirmauflösung (FullHD 1080p), Pixeldichte (431 bis 432 ppi), Super-AMOLED-Technik
  - Üblich bei Samsungs Sport/Active-Modellen: Physische Optionstaste (links neben Home-Button) und Zurück-Taste (rechts neben Home-Taste)
  - Kein Fingerabdruckscanner

### Samsung Galaxy S5 Zoom

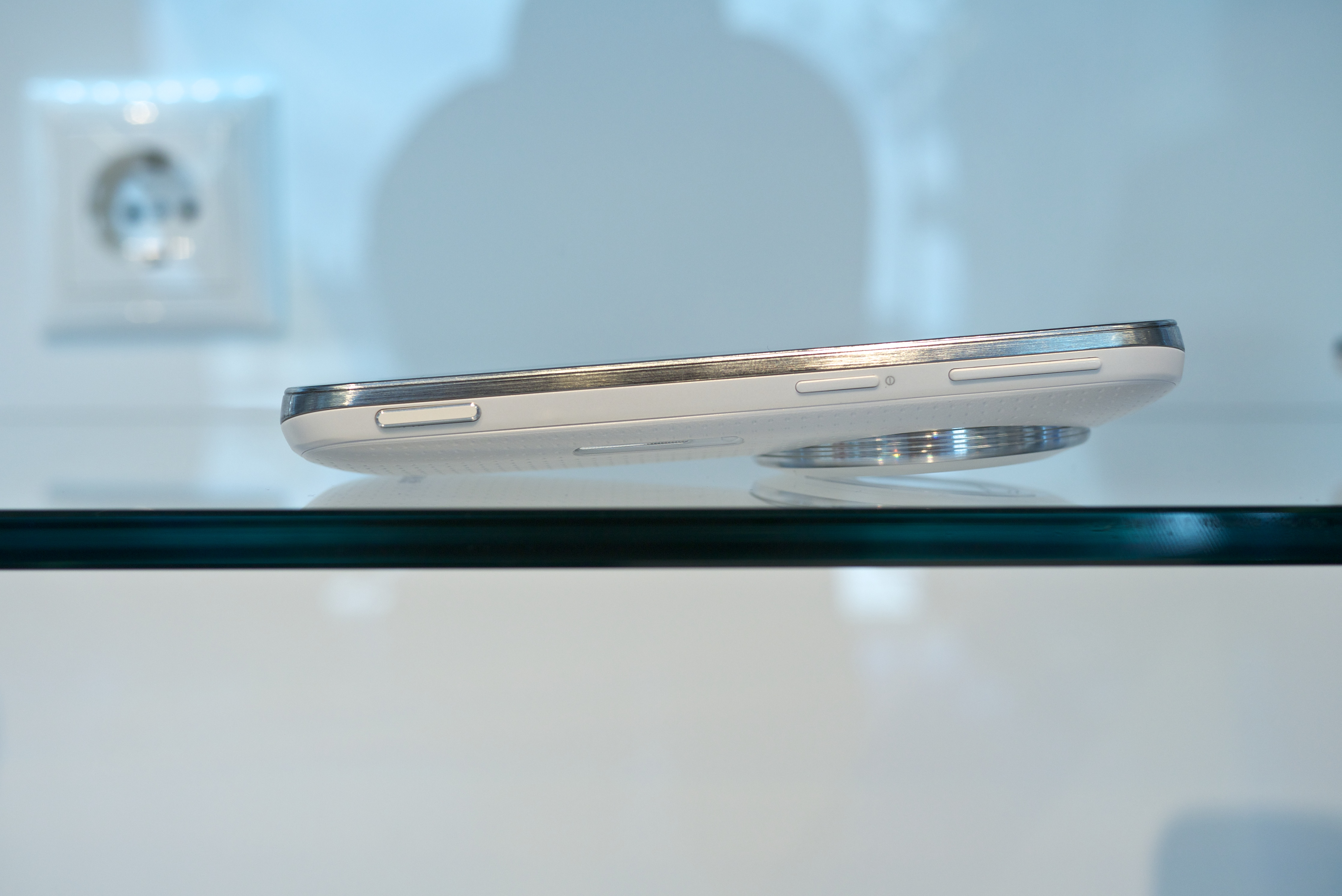
Seitenansicht. Das Gerät ähnelt gestalterisch mehr einem Mobiltelefon und weniger einer dedizierten Digitalkamera als der Vorgänger S4 Zoom. Der Drehknopfring am Objektiv und der Kameragriff entfallen.

- (Modellnummer SM-C115; Kamera mit Telefonfunktion – Hybrid-Smartphone; auch bekannt und vermarktet als Galaxy K Zoom)
  - 10-facher Weitwinkel-Zoom mit einer Brennweite von 24 mm bis 240 mm.
  - 1/2,30″ BSI-CMOS-4:3-Sensor mit 20,7 Megapixeln (5248 × 3936 Pixel)
  - Optischer Bildstabilisator für Fotos und Videoaufnahmen.
  - Diverse Kamerafunktionen
  - Serienbilder in voller Auflösung mit drei Bildern pro Sekunde
  - Xenon-Blitz und rotes LED-Fokuslicht
  - HD-720P-AMOLED-Display mit 720 × 1280 Pixeln und 4,7″ mit einer Pixeldichte von 306 ppi (wie beim Samsung Galaxy S III)
  - Aufgrund des Zoomobjektivmechanismus nicht wasserdicht
  - Externe Kamera-Apps wie CameraMX haben Probleme mit der optischen Zoomunterstützung.
  - Im Gegensatz zum Vorgänger S4 Zoom nicht am Stativ (DIN 4503) verschraubbar.

### Samsung Galaxy S5 Plus
Das S5 Plus (auch als S5 LTE+, S5 LTE-A und S5 4G+ (G901F) angeboten) hat einen schnelleren Prozessor, nämlich den Qualcomm Snapdragon 805, welcher auch im Galaxy Note 4 verwendet wird, und LTE bis 300 Mbit/s. Das Modell wurde im August 2014 auf den Markt gebracht. Anders als beim normalen S5 begrenzt die Kamera-Software die Anzahl der Serienbilder auf 1000 anstatt auf 30.

### Samsung Galaxy S5 LTE-A SM-G906S
Das S5 LTE-A (Modellnummer SM-G906S) ist ein verbessertes S5. Anstelle eines Qualcomm Snapdragon 801 kommt hier wie beim Galaxy Note 4 ein Snapdragon 805 zum Einsatz. Ebenfalls anstelle von 2 GB Arbeitsspeicher wurde er auf 3 GB erhöht. Selbiges gilt auch für den internen Speicher, er wurde auf 32 GB erhöht. Das Display löst anstelle mit 1080p in 1440p auf, wie beim Nachfolger, dem Samsung Galaxy S6.
Diese Variante war nur in Südkorea erhältlich.

### Samsung Galaxy S5 Neo
Das S5 Neo (Modellnummer SM-G903F) ist eine überarbeitete Variante des ursprünglichen Modells. Anstelle eines Prozessors des Herstellers Qualcomm kommt eine Eigenentwicklung zum Einsatz, nämlich der Exynos 7580 mit acht Kernen in 64-Bit-Architektur und 1,6 GHz Taktfrequenz, der jedoch nicht ganz an die Leistung des im normalen Galaxy S5 verbauten Snapdragon 801 heranreicht. Der Akku hat bei beiden Geräten eine Kapazität von 2800 mAh. Beim S5 Neo finden bereits die verbesserten Kameramodule des Samsung Galaxy S6 Verwendung, jedoch ohne den dort vorhandenen optischen Bildstabilisator. Während die Bildqualität gegenüber dem ursprünglichen Galaxy S5 gerade bei schlechten Lichtverhältnissen deutlich zugelegt hat, wurden die Echtzeit-HDR-Vorschau sowie die Aufnahmemodi Dual Camera und Shoot & More entfernt und die Videoaufzeichnung auf eine maximale Auflösung von 1920 × 1080 Pixeln bei 30 Bildern in der Sekunde beschränkt. Weitere technische Unterschiede betreffen die Frontkamera, die nunmehr mit 5 Megapixeln auflöst, den USB-Anschluss (nur 2.0-Standard statt 3.0) und das Modem, das LTE Advanced der Kategorie 6 (bis 300 MBit/s) unterstützt. Der Funktionsumfang wurde beim S5 Neo wie beim S6 sehr stark reduziert: AirView, Gestensteuerung, Smart Screen (Smart Pause, Smart Scroll, Smart Rotation), viele Menüfunktionen und andere Funktionen wurden entfernt. Das Neo-Modell wurde optisch nur leicht überarbeitet und wird mit dem Betriebssystem Android 5.1 Lollipop mit TouchWiz NatureUX 5.0 (wie beim Samsung Galaxy S6) ausgeliefert. Eine Nutzung der QI-Ladefunktion über einen austauschbaren hinteren Deckel ist, anders als beim S5, nicht vorgesehen.

### Samsung Galaxy S5 mini (SM-G800F)
Das Samsung Galaxy S5 Mini ist eine kompaktere Variante des Hauptmodelles mit einem ähnlich gestaltetem Gehäuse aber verringerter Ausstattung.
Die Kamera löst mit nur 8 anstatt 16 Megapixeln auf, und die Videokamera kann nur mit 1080p bis zu 30 Bildern in der Sekunde filmen. Der 2160p (4K)-Aufnahmemodus und Zeitlupenmodus entfallen komplett.
Der AMOLED-Bildschirm löst außerdem nur in 720p anstatt 1080p auf, und die USB-Buchse ist lediglich ein USB 2.0-Anschluss, allerdings ohne Bedeckung wasserdicht.

### Samsung Galaxy S5 Sport
Die Variante Samsung Galaxy S5 Sport legt, ähnlich wie das Samsung Galaxy S5 Active, gestaltungsgemäß einen zusätzlichen Wert auf Robustheit.
Allerdings ist diese Variante nicht in Deutschland erhältlich.